# Лепена
Лепена (словен. Lepena) — розсіяне поселення в общині Бовець, Регіон Горишка, Словенія. Висота над рівнем моря: 514,9 м.